# Armando De Razza
Armando De Razza, pseudonimo di Maurizio De Razza (Roma, 24 maggio 1955), è un cantante e attore italiano.
Come attore è talvolta accreditato col vero nome.

## Biografia
Proveniente da esperienze come attore teatrale, Armando De Razza inizia la propria carriera televisiva nel 1989, all'interno della trasmissione televisiva International D.O.C. Club di Renzo Arbore, dove propone due personaggi: un cantante sullo stile di Julio Iglesias, finto spagnolo, o meglio "escobarito" (proveniente dall'immaginario paese di Escobar) e un malinconico chansonnier francese, Maurice Camembert. Il successo ottenuto soprattutto dal primo personaggio porta alla pubblicazione di un singolo contenente il suo brano "tormentone", intitolato Esperanza d'escobar (scritto da De Razza, Renzo Arbore e Massimo Ghini), ad opera della CGD.
Il disco ottiene un discreto successo a livello commerciale, giungendo sino alla quarantaseiesima posizione dei dischi più venduti in Italia; il brano viene incluso in un LP avente lo stesso titolo e contenente altri brani proposti nel corso della trasmissione TV (quali Dolores de Pansa e Amalia de Lana) e permette al cantante di partecipare al Festival di Sanremo nella categoria "nuove proposte". Armando De Razza partecipa al quarantesimo festival della canzone italiana con La lambada strofinera, scritta, come il precedente brano, in un improbabile spagnolo da Renzo Arbore e dallo stesso De Razza.
Il brano non vince, ma ottiene la ventiquattresima posizione dei singoli più venduti, venendo incluso in un LP contenente dieci brani, ed intitolato Taco y Punta. Il cantante tiene più di cinquecento concerti in tutta Italia. Ciò nonostante in seguito De Razza accantonerà la carriera musicale, per dedicarsi a tempo pieno alla recitazione. Il suo primo ruolo cinematografico importante sarà Il grande cocomero del 1993, diretto da Francesca Archibugi. Fra gli altri suoi film si possono citare Il giorno della bestia (1995), Quartetto (2001), Il siero della vanità (2004), Hannover (2003), A luci spente (2004), Olé (2006), Il senso della farfalla (2009), La vita è una cosa meravigliosa (2010).

## Discografia

### Album
- 1989 - Esperanza d'escobar
- 1990 - Taco y Punta

### Singoli
- 1989 - Esperanza d'escobar / Tanf de merde (CGD 10821)
- 1990 - La lambada strofinera / Tango pizziquero (PDN 45026)

## Filmografia

### Cinema
- ...e noi non faremo karakiri, regia di Francesco Longo (1981)
- La salle de bain, regia di John Lvoff (1989)
- ¡Ay, Carmela!, regia di Carlos Saura (1990)
- Nessuno mi crede, regia di Anna Carlucci (1992)
- Il grande cocomero, regia di Francesca Archibugi (1993)
- Il giorno della bestia (El día de la Bestia), regia di Álex de la Iglesia (1995)
- Un inverno freddo freddo, regia di Roberto Cimpanelli (1996)
- Stressati, regia di Mauro Cappelloni (1997)
- Gli inaffidabili, regia di Jerry Calà (1997)
- Barbara, regia di Angelo Orlando (1998)
- La vespa e la regina, regia di Antonello De Leo (1999)
- L'ultimo mundial, regia di Antonella Ponziani e Tonino Zangardi (1999)
- Giorni dispari, regia di Dominick Tambasco (2000)
- Buñuel e la tavola di re Salomone (Buñuel y la mesa del rey Salomón), regia di Carlos Saura (2001)
- Quartetto, regia di Salvatore Piscicelli (2001)
- Operazione rosmarino, regia di Alessandra Populin (2002)
- Hannover, regia di Ferdinando Vicentini Orgnani (2003)
- A luci spente, regia di Maurizio Ponzi (2004)
- Il monastero, regia di Antonio Bonifacio (2004)
- Olé, regia di Carlo Vanzina (2006)
- K. Il bandito, regia di Martin Donovan (2008)
- Butterfly Zone - Il senso della farfalla, regia di Luciano Capponi (2009)
- La vita è una cosa meravigliosa, regia di Carlo Vanzina (2010)
- Maschi contro femmine, regia di Fausto Brizzi (2010)
- Femmine contro maschi, regia di Fausto Brizzi (2011)
- Colpi di fulmine, regia di Neri Parenti (2012)
- Benvenuto Presidente!, regia di Riccardo Milani (2013)
- Pasolini, la verità nascosta, regia di Federico Bruno (2013)
- Scusate se esisto!, regia di Riccardo Milani (2014)
- Ambo, regia di Pierluigi Di Lallo (2014)
- Come saltano i pesci, regia di Alessandro Valori (2016)
- Tiro libero, regia di Alessandro Valori (2017)
- Natale da chef, regia di Neri Parenti (2017)
- Dolceroma, regia di Fabio Resinaro (2019)
- Veneciafrenia - Follia e morte a Venezia (Veneciafrenia), regia di Álex de la Iglesia (2022)
- Finché notte non ci separi, regia di Riccardo Antonaroli (2024)

### Televisione
- Amico mio, regia di Paolo Poeti - serie TV, 1 episodio (1993)
- Cornetti al miele, regia di Sergio Martino - film TV (1999)
- Via Zanardi, 33, regia di Antonello De Leo e Andrea Serafini - serie TV (2001)
- Diritto di difesa - miniserie TV, 10 episodi (2004)
- Il giudice Mastrangelo - serie TV, 4 episodi (2005-2006)
- Questa è la mia terra - serie TV (2006)
- La freccia nera - miniserie TV (2006)
- La nuova squadra - serie TV (2009)
- Agata e Ulisse, regia di Maurizio Nichetti - film TV (2010)
- Volare - La grande storia di Domenico Modugno - film TV (2013)
- Il commissario Rex - serie TV, 1 episodio (2015)
- Gli orologi del diavolo, regia di Alessandro Angelini - miniserie TV, episodio 1x01 (2020)
- A casa tutti bene - La serie, regia di Gabriele Muccino – serie TV, 6 episodi (2021-2023)
- Il grande gioco, regia di Fabio Resinaro e Nico Marzano – serie TV, 3 episodi (2022)
- Rocco Schiavone, regia di Simone Spada - serie TV, episodio 6x04 (2025)